# Gazoduc Afrique Atlantique
Le gazoduc Afrique atlantique est un projet de gazoduc défendu notamment par le Maroc. Il est en concurrence avec le projet de gazoduc trans-saharien que soutient l'Algérie. L'un et l'autre visent à ouvrir de nouveaux marchés au gaz nigérian.

## Contraintes et opportunités
Le projet marocain est de construire un gazoduc sous-marin contournant la côte ouest de l'Afrique, reprenant initialement le tracé du gazoduc ouest-africain, mais d'une capacité bien supérieure à celui-ci. Il connecterait l'ensemble des pays d'Afrique de l'Ouest jusqu'au Maroc, et en fin de course une partie du gaz serait exportée vers l'Europe. Le gazoduc créerait un marché ouest-africain du gaz naturel, permettant aux pays de la région d'accéder à ce combustible, et de valoriser leurs réserves pour ceux qui en possèdent (même si le gros de l'approvisionnement serait nigérian). Comme son concurrent saharien, ce projet se heurte à des difficultés géopolitiques, comme la question du sahara occidental. Un protocole d'accord a été signé entre le Maroc et le Nigéria en mai 2017,.

## Accord de coopération
Le projet a été confirmé le 10 juin 2018 par la signature d'un accord de coopération, lors d'une visite au Maroc du président du Nigeria, Muhammadu Buhari. Ce gazoduc serait une extension vers le Maroc du gazoduc ouest-africain (GOA), en fonctionnement depuis 2010, qui relie les zones gazières du sud du Nigeria au Bénin, au Togo et au Ghana. Il mesurerait environ 5 660 km et sa construction se ferait en plusieurs phases au cours des 25 prochaines années.

## État d'avancement du projet
Leila Benali, ministre de la Transition énergétique et du Développement durable précise, le 27 mai 2024, que le projet de gazoduc Nigeria-Maroc est à l’étape de la détermination du tracé optimal, et que la plupart des études de faisabilité et de conception technique ont été achevées.